# 능곡동 (고양시)
능곡동(陵谷洞)은 경기도 고양시 덕양구에 있는 행정동이다.

## 지명
이곳을 능곡이라 본격적으로 부르게 된 것은 경의선 철도가 완성되고, 이곳에 능곡 기차역이 만들어지면서부터이다. 기차역을 만들면서 당시 부근에서 가장 가깝고 큰 마을인 능골 마을에서 한자를 따와 능곡이 된 것이다. 당시 능골에는 능과 같이 큰 무덤이 많고 또 작은 언덕이 있어 붙여진 이름이라 한다.

## 개요
능곡동은 토당동을 중심으로 완전히 도시화된 마을과 함께 나머지 마을들은 옛 농촌의 모습이 그대로 남아있다. 즉 동사무소, 능곡역, 능곡초,중, 고가 있는 토당동에는 고층의 아파트와 연립주택들이 있으나 토당동의 삼성당 마을 , 대장동, 내곡동은 한옥, 단독 주택의 모습으로 남아 있다, 이중에서 토당동은 모든 면에 있어 중심마을이 된다. 이 능곡동 앞으로는 멀리 한강이 흐르는데 이 강 기슭에는 넓은 평야가 펼쳐져 있다. 대장동에는 교외선 기차 대정역과 전철 대곡역이 있다. 대장동의 건너편에는 화정동이 있으며 마을 뒤로는 영주산 기슭이 길게 이어져 있다. 마을은 크게 상대장, 중대장, 갈머리로 나뉘어 진다. 이곳에는 대곡초등학교가 위치해 있다. 내곡동은 대장동에서 다시 영주산 아래로 들어가면 보이는 마을이다. 마을은 크게 뒤꾸지, 안골로 나뉘어 진다. 이곳도 농촌 마을이나 최근에 마을 앞으로 외곽순환고속도로가 지나는 공사가 한창이다. 신평동은 한강가에 있는 작은 마을이다. 즉 한강에서 보면 자유로의 아랫마을이 되는 것이다. 이렇듯 능곡동은 여러 가지 모습으로 남아 있는 행정동이 된다. 기차와 전철 큰 도로가 만나는 곳이 바로 이곳 능곡동이다.

## 법정동
- 토당동(土堂洞)
- 내곡동(內谷洞)
- 대장동(大壯洞)
- 신평동(新坪洞)

## 교육
- 능곡초등학교
- 대곡초등학교
- 신능초등학교
- 능곡중학교
- 능곡고등학교

## 교통
- 능곡역
- 대곡역
- 대정역
- 일산 나들목

## 아파트
| 단지명                   | 건설사         | 시행사                           | 주소                             | 입주        | 비고                       |
| ------------------------ | -------------- | -------------------------------- | -------------------------------- | ----------- | -------------------------- |
| 능곡 현대홈타운 2차      | 현대건설       | 능곡현대2차 연합주택조합         | 덕양구 능곡로13번길 16 (토당동)  | 2002년 10월 | 1차는 토당동 (행주동) 소재 |
| 능곡 대림 2차            | 대림산업       | 대림산업                         | 덕양구 토당로 123 (토당동)       | 1997년 7월  | 1차는 토당동 (행주동) 소재 |
| 토당 양우내안애          | 양우건설       | 양우건설 능곡양우제1지역주택조합 | 덕양구 토당로 131-24 (토당동)    | 2005년 6월  |                            |
| 능곡 한라비발디          | ㈜한라건설     | ㈜신영플래닝                     | 덕양구 토당로 93 (토당동)        | 2004년 11월 |                            |
| 능곡 풍림아이원          | 풍림산업       | 풍림산업                         | 덕양구 지도로103번길 61 (토당동) | 2002년 8월  |                            |
| 토당 KCC                 | ㈜금강종합건설 | ㈜금강종합건설                   | 덕양구 토당로162번길 14 (토당동) | 2004년 6월  |                            |
| 대곡역 롯데캐슬 엘클라씨 | 롯데건설       | 능곡연합 주택재건축정비사업조합  | 덕양구 토당로 140 (토당동)       | 2022년 12월 |                            |